# Öregrund

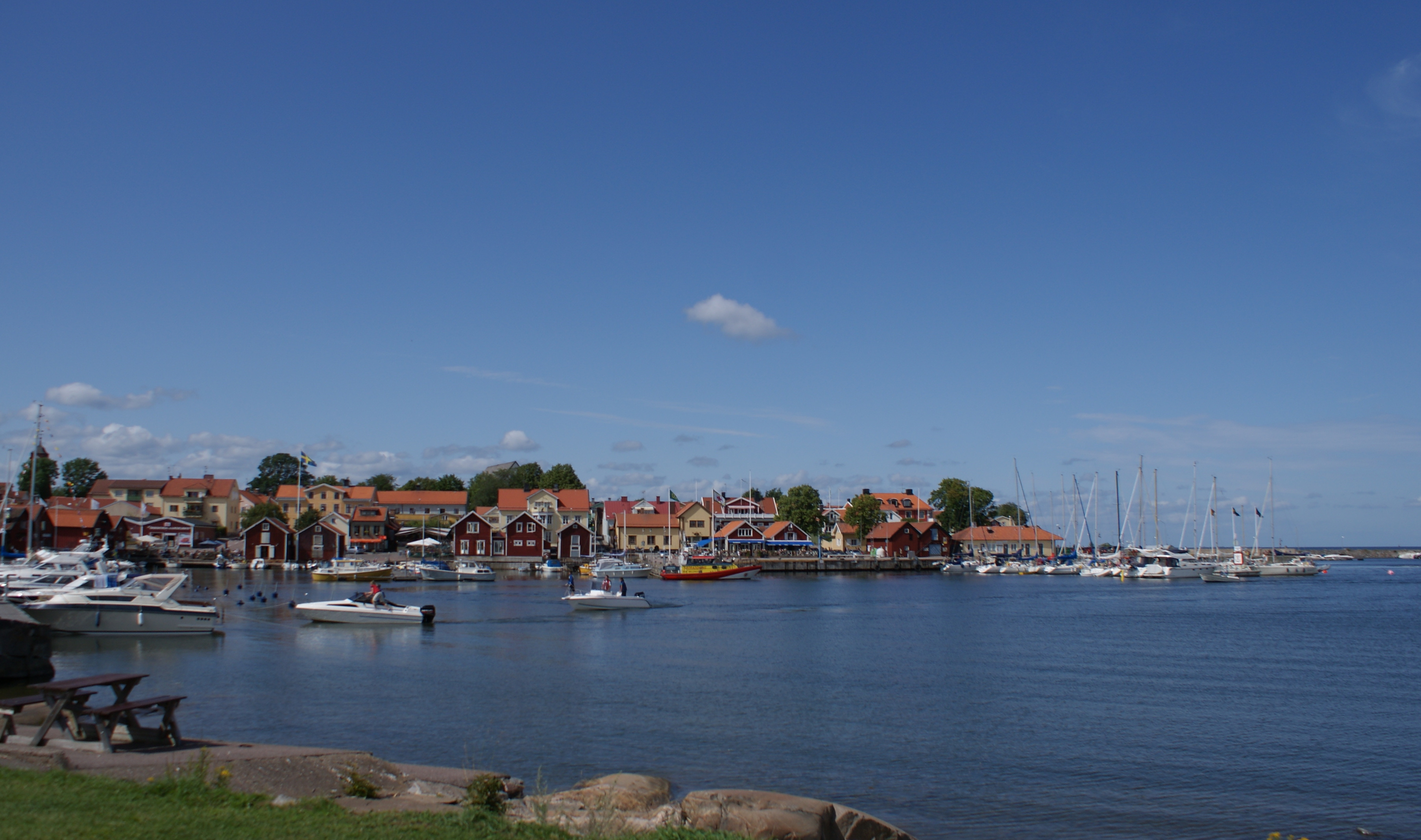

Öregrund este un oraș în Suedia.

## Demografie
| \| Evoluția demografică a zonei urbane Öregrund, 1970–2015 \| Evoluția demografică a zonei urbane Öregrund, 1970–2015 \| Evoluția demografică a zonei urbane Öregrund, 1970–2015 \| Evoluția demografică a zonei urbane Öregrund, 1970–2015 \| Evoluția demografică a zonei urbane Öregrund, 1970–2015 \| \| --------------------------------------------------------------------------------------- \| ------------------------------------------------------- \| ------------------------------------------------------- \| ------------------------------------------------------- \| ------------------------------------------------------- \| \| An \| \| \| Locuitori \| \| \| 1970 \| 1970 \| \| 1.255 \| 1.255 \| \| 1975 \| 1975 \| \| 1.276 \| 1.276 \| \| 1980 \| 1980 \| \| 1.359 \| 1.359 \| \| 1990 \| 1990 \| \| 1.569 \| 1.569 \| \| 1995 \| 1995 \| \| 1.648 \| 1.648 \| \| 2000 \| 2000 \| \| 1.569 \| 1.569 \| \| 2005 \| 2005 \| \| 1.552 \| 1.552 \| \| 2010 \| 2010 \| \| 1.555 \| 1.555 \| \| 2015 \| 2015 \| \| 1.589 \| 1.589 \| \| Sursa: SCB - Statistika Centralbyrån, Folkmängden per tätort. Vart femte år 1960 - 2016 \| \| \| \| \| |      |  |           |       |
| Evoluția demografică a zonei urbane Öregrund, 1970–2015 |      |  |           |       |
| An |      |  | Locuitori |       |
| 1970 | 1970 |  | 1.255     | 1.255 |
| 1975 | 1975 |  | 1.276     | 1.276 |
| 1980 | 1980 |  | 1.359     | 1.359 |
| 1990 | 1990 |  | 1.569     | 1.569 |
| 1995 | 1995 |  | 1.648     | 1.648 |
| 2000 | 2000 |  | 1.569     | 1.569 |
| 2005 | 2005 |  | 1.552     | 1.552 |
| 2010 | 2010 |  | 1.555     | 1.555 |
| 2015 | 2015 |  | 1.589     | 1.589 |
| Sursa: SCB - Statistika Centralbyrån, Folkmängden per tätort. Vart femte år 1960 - 2016 |      |  |           |       |